# Скрепер

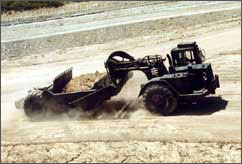
Военный скрепер армии США

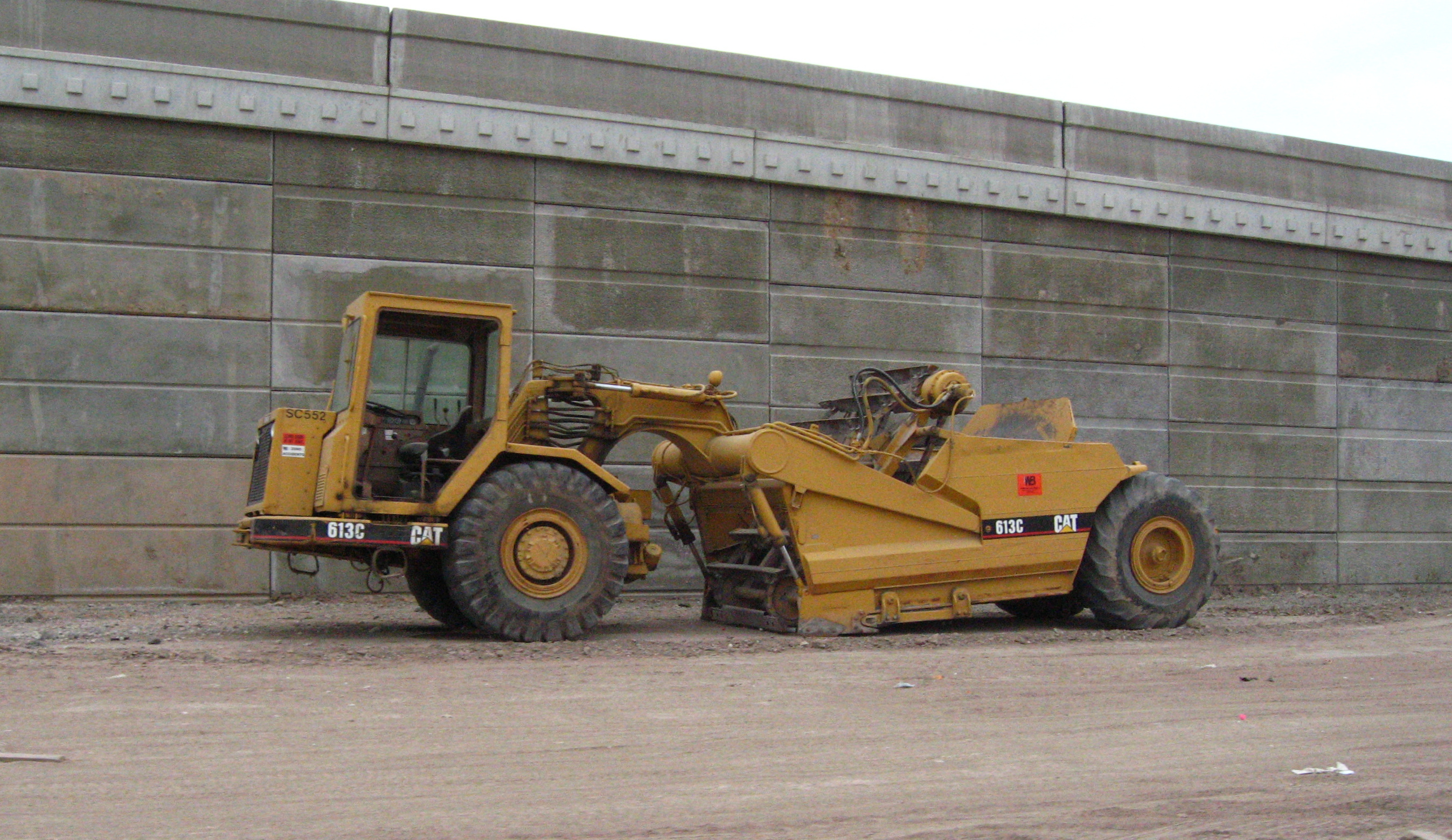
Скрепер производства фирмы Caterpillar

Скре́йпер, скре́пер (англ. scraper, от scrape «скрести») — землеройно-транспортная машина, предназначенная для послойной (горизонтальными слоями) резки грунтов, транспортировки и отсыпки их в земляные сооружения слоями заданной толщины. Поскольку при движении по насыпи скреперы своими колёсами уплотняют отсыпанные слои грунта, их применение сокращает потребность в специальных грунтоуплотняющих машинах.
Скреперы используют для разработки разнообразных грунтов I—III категорий от чернозёма до тяжёлых глин. Очень плотные грунты предварительно разрабатывают рыхлителями. Целесообразность применения скреперов определяется дальностью транспортировки разрабатываемого грунта.
Прицепные скреперы в агрегате с базовыми гусеничными тракторами используют при дальности транспортирования от 100 до 800 и максимально до 1000 м. Чем больше вместимость скрепера, чем быстроходнее его базовый трактор, тем на большей дальности транспортирования целесообразно применять агрегат. Однако уже при дальности транспортирования 1 км прицепные скреперы уступают в рентабельности автомобилям — самосвалам, загружаемым одноковшовыми экскаваторами. Если дальность транспортирования грунта менее 100 м, выгоднее применять более простые и дешёвые землеройные машины, такие как бульдозеры на базе гусеничных тракторов.
Самоходные скреперы, агрегатируемые с базовыми, быстроходными колёсными тягачами, применяют в благоприятных условиях при дальности транспортирования от 300 до 3000 м и более. При дальности транспортирования более 3000 м по бездорожью скреперы рентабельнее самосвалов, загружаемых экскаватором.
По типу ходовой части базовой машины различают скреперы на гусеничном и колёсном ходу.
По способу загрузки ковша грунтом различают скреперы с загрузкой движущим усилием, то есть тягой базовой машины и тягача (в случае применения последнего) и скреперы с принудительной загрузкой скребковым элеватором, установленным на самом скрепере.

## Характеристики скреперов
- габариты: длина — до 17 300 мм, ширина — до 4500 мм, высота — до 4300 мм
- масса — до 115 т
- мощность двигателя — более 470 кВт
- вместимость ковша — до 25 т
- база скрепера — 8000 мм
- размер шин — 37,5 — 99
- грузоподъёмность — до 45 т
- расстояние перемещения горной массы — до 5000 м
- глубина резания — до 0,4 м
- ширина резания — до 3,9 м
- колея колёс: передних — до 2900 мм, задних — до 2900 мм
- дорожный просвет — до 750 мм

## Назначение скреперов

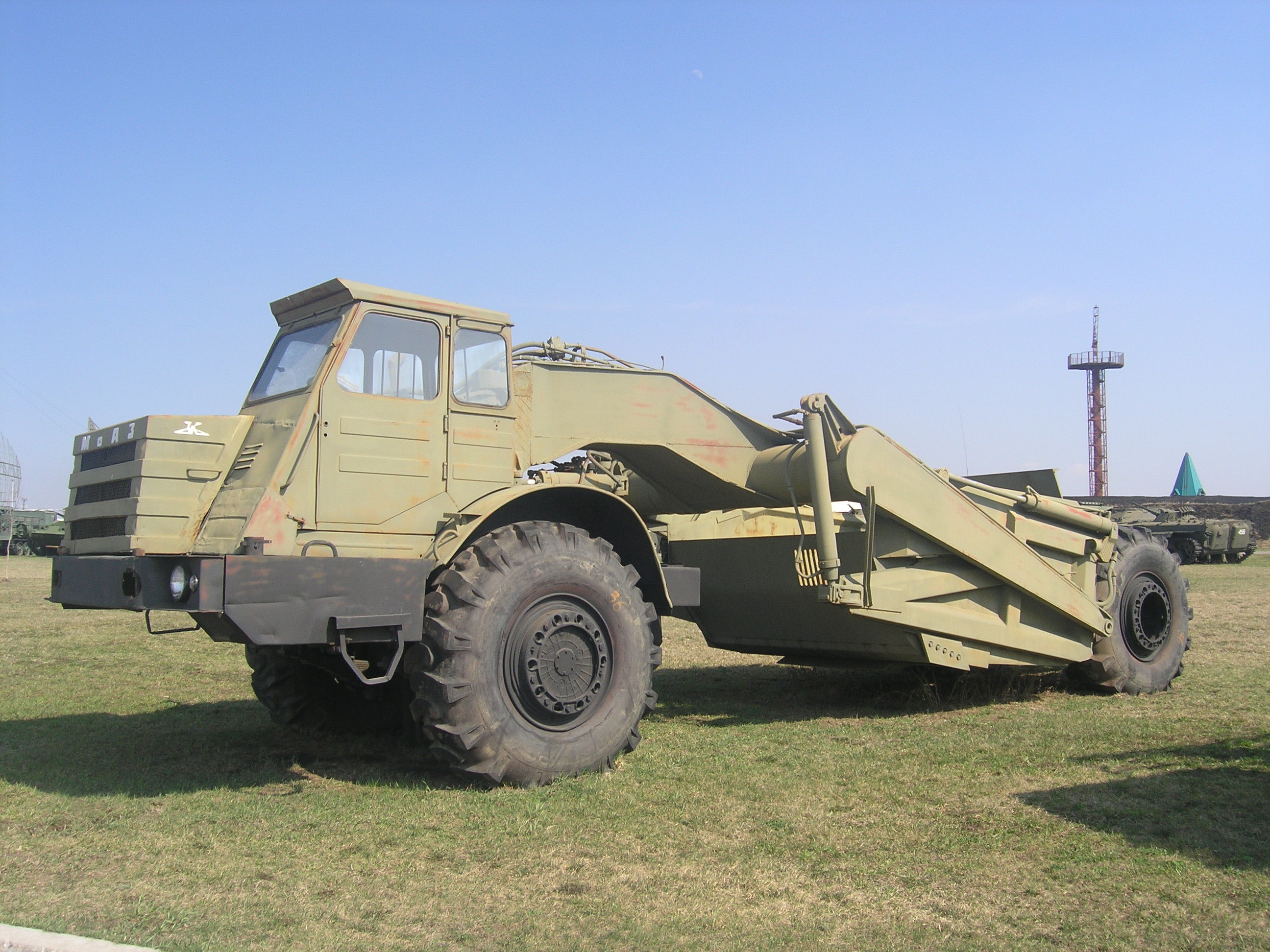
МоАЗ-6014

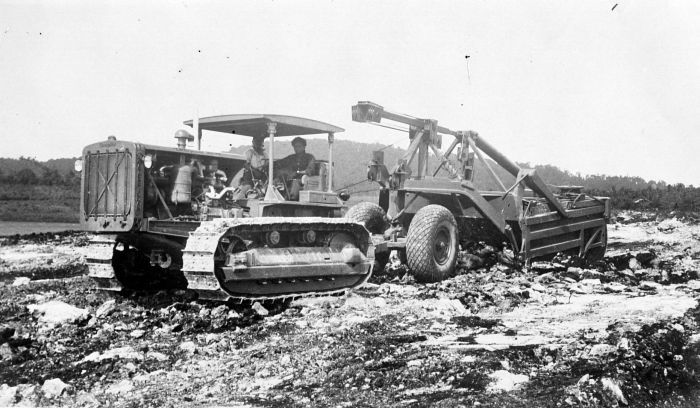
Прицепной скрепер

- послойная разработка грунта
- транспортировка грунта
- отсыпка грунта
- разравнивание грунта
- уплотнение грунта

## Рабочие инструменты скреперов
- ковш
- механизмы управления ковшом и заслонкой
- ходовое оборудование

## Классификация скреперов
по геометрической ёмкости ковша
- скреперы малой вместимости (до 5 м³)
- скреперы средней вместимости (от 5 до 15 м³)
- скреперы большой вместимости (более 15 м³)

по способу агрегатирования с тягачом
- прицепные скреперы (агрегатируются с гусеничными тракторами)
- полуприцепные скреперы (агрегатируются с колёсными одноосными тракторами)

по способу загрузки ковша
- скреперы, загружающиеся за счёт тягового усилия базовой машины
- скреперы, загружающиеся принудительно
- скреперы, загружающиеся посредством скребкового элеватора

по способу выгрузки породы из ковша
- скреперы со свободной (самосвальной) выгрузкой (опрокидывание ковша вперёд или назад)
- скреперы с полупринудительной выгрузкой (опрокидывание днища и задней стенки вперёд)
- скреперы с принудительной выгрузкой (выдвигание задней стенки вперёд)

по конструкции ковша
- скреперы с одностворчатым ковшом
- скреперы с двустворчатым ковшом
- скреперы с грейферным ковшом
- скреперы с телескопическим ковшом

по числу колёсных осей
- скреперы одноосные
- скреперы двухосные
- скреперы трехосные

## Производители скреперов
- Caterpillar
- МоАЗ — Могилёвский автомобильный завод